# Hudhayfah al-Bariqi

Hudhayfah Ibn Mihsan al-Bariqi (arabe : حُذَيْفَة إِبْن مِحْصَن ٱلْبَارِقِي) était un compagnon de Mahomet. Il est gouverneur d'Oman sous le règne du calife rachidoune Abou Bakr.

## Guerres d'apostasie
À la mi-septembre 632, Abou Bakr dépêche le corps d'armée de Hudhayfah al-Bariqi afin d'endiguer l'apostasie en Oman, où la tribu Azd, qui domine la région, s'est révoltée contre son chef, Laqeet bin Malik, plus connu sous le nom de « Dhu'l-Taj » (« le Couronné »). Ce dernier s'était probablement déclaré prophète. Hudhayfah pénètre la province d'Oman, mais n'ayant pas suffisamment de soldats pour combattre Dhu'l-Taj, décide d'attendre des renforts et écrit au calife en conséquence. Celui-ci lui envoie Ikrimah ibn Abi Jahl en renfort à la fin du mois de septembre. Ikrimah avance de Yamâma vers Oman, et les forces conjointes vainquent Dhu'l-Taj lors de la bataille de Daba, qui a lieu en novembre 632 à Dibba, un bastion tenu par Dhu'l-Taj. Dhu'l-Taj est tué pendant la bataille.
Nommé gouverneur d'Oman, Hudhayfah s'affaire à la restauration de la loi et de l'ordre. Ikrimah, qui ne jouit d'aucune autorité administrative, utilise son corps d'armée pour maîtriser le quartier de Daba et parvient, après quelques actes de répression, à briser la résistance de certains Azd qui défiaient encore l'autorité de Médine,.